# Neath Port Talbot
Neath Port Talbot (Castell-nedd Port Talbot em galês) é uma das 22 Principal Areas (subdivisões administrativas autônomas) do País de Gales.

## Geografia
A maior parte da população de Neath Port Talbot reside nas regiões desenvolvidas em torno dos corredores circundantes da autoestrada M4 e da rodovia A465. A sua maior cidade é Neath, com uma população de 47,020 habitantes, seguida por Port Talbot com uma população de 35.633. Outras cidades de importância são: Pontardawe, com  5.035, Glynneath, com 4.368 e Briton Ferry com 7.186 habitantes.

### População
A população da região atingiu seu máximo na décade de 1930, com uma população de 151.563 em 1931. A partir de então, a quantidade de habitantes teve um declínio tendo atingído o número de 134.471 em 2001. Entretanto, as cidades de Bryncoch South e Margam tiveram um excepcional aumento em suas populações de 47,29% e 41,36%, respectivamente.

## Economia
Em 1991 Neath & Port Talbot possuía um grande polo de postos de trabalho, porém o censo de 2001 contatou que nesse ano esse polo havia se mudado para a localidade mais ampla da Swansea Bay.
Em junho de 2008, a atividade e a taxa de emprego em Neath Port Talbot estavam abaixo da raxa geral do País de Gales. Entretanto, o ganho dos trabalhadores de periodo integral estavam mais alto que as taxas gerais galesas e britânicas.

### Indústria
A indústria de manufatura gera cerca de 22% dos empregos, sendo que a taxa galesa é de 14%; e cerca de menos de 70% dos postos de trabalho são em prestação de serviços, sendo a taxa galesa de aproximadamente 80%. A empresa Corus Group é a maior empregadora com aproximadamente 3.000 vagas, apesar de que a seu quadro de funcionários em 1979 era de 12.600. Outas grandes empresas empregadoras incluem: General Electric, Hi-Lex Cable Systems Ltd, TRW Steering Systems, Envases (UK) Ltd, Crown Food UK & Ireland, Toyoda Koki Automotive, Borg Warner Automotive, Cornelius Electronics, Excel Electronics Assemblies e Tedeco.

## Imprensa local
Um jornal diário chamado South Wales Evening Post é publicado na região de Neath Port Talbot. A editora South West Wales Publications também publica um jornal diário gratuito, o Neath & Port Talbot Tribune.
O Conselho local também tem uma publicação quarterly chamada Community Spirit produzido e financiado em conjunto com sete outros parceiros do setor público.
A estação de rádio comunitária Afan FM emite suas ondas para Neath Port Talbot. A Nation Radio é trasmitida para todo o Sul do País de Gales. A região também possui as rádios comerciais licenciadas 102.1 Swansea Bay Radio, Swansea Sound e The Wave.

## Cidades-irmãs
The cidades-irmãs de Neath Port Talbot são:
- Albacete  Espanha
- Bagneux,  França
- Esslingen am Neckar,  Alemanha
- Heilbronn,  Alemanha
- Piotrków Trybunalski,  Polónia
- Schiedam,  Países Baixos
- Udine,  Itália
- Velenje,  Eslovênia
- Vienne,  França

## Lugares de interesse
- Afan Forest Park - anteriormente conhecido como Afan Argoed, foi outrora um pacato parque nacional para caminhadas e lazer. Nos últimos tempos, tornou-se uma "meca" para praticantes de mountain biking com o desenvolvimento de uma série de trilhas para o esporte.
- Margam Country Park - é um destino frequente para a World Rally Championship e é muito popular entre os turistas durante todo o ano.
- Aberdulais (em Neath) - tem belas cachoeiras e foi retratado na pintura watermill de Turner.
- Aberavon Beach - uma grande praia com resorts e popular entre os surfistas.
- Gnoll Country Park (em Neath) - é um grande parque nacional com lagos, cachoeiras, cascatas e as ruínas da histórica mansão Gnoll, a antiga casa da família Mackworth.